# Овинчища
Овинчища — деревня в Погорельском сельском округе Глебовского сельского поселения Рыбинского района Ярославской области.
Деревня находится в северной части Глебовского сельского поселения, между расположенным на расстоянии около 2,5 км к западу правым берегом Волги (Рыбинское водохранилище) и расположенной в 2 км к востоку автомобильной дорогой из центра сельского поселения Глебово на Ларионово, в том месте, где эта дорога проходит мимо центра сельского округа, села Погорелка. Деревня окружена сосновыми лесами и имеет одну основную улицу, протянувшуюся с востока на запад. С западной окраины она продолжается дорогой, идущей на юго-запад в район детского лагеря Коприно. С восточной окраины деревни идут две дороги: в восточном направлении выходящей к автомобильной дороге и селу Погорелка и в юго-восточном направлении к деревне Мартьяново. Сосновый лес к юго-западу от Овинищ размерами 2 на 2 км носит название урочище Заборье.
Деревня Овинищи указана на плане Генерального межевания Рыбинского уезда 1792 года.
На 1 января 2007 года в деревне числилось 2 постоянных жителя. Деревню обслуживает почтовое отделение, расположенное в центре сельского округа, селе Погорелка.